# Leon Niemczyk
Leon Niemczyk est un acteur polonais né le 15 décembre 1923 à Varsovie et mort le 29 novembre 2006 à Łódź.

## Biographie
Il est apparu dans 400 productions cinématographiques. De plus, il a joué en Allemagne. Le plus célèbre du film Le Couteau dans l'eau dans lequel il a joué un rôle majeur.[incompréhensible]
Il est l'oncle de l'artiste Krzysztof Niemczyk.

## Filmographie
partielle
- 1958 : Eroica de Andrzej Munk: l'officier hongrois
- 1959 : Train de nuit de Jerzy Kawalerowicz: Jerzy
- 1960 : Les Chevaliers teutoniques d'Aleksander Ford : Fulko de Lorche
- 1961 : Le Couteau dans l'eau de Roman Polanski : André
- 1964 : Le Manuscrit trouvé à Saragosse de Wojciech Jerzy Has
- 1965 : Walkower de Jerzy Skolimowski
- 1967 : Et l'Angleterre sera détruite
- 1968 : Czterej pancerni i pies (série télévisée)
- 1969 : La Vénus d'Ille de Janusz Majewski : aragonais
- 1970 : Znaki na drodze d'Andrzej Jerzy Piotrowski
- 1972 : Dans la poussière des étoiles (Im Staub der Sterne) de Gottfried Kolditz
- 1974 : Souviens-toi de ton nom (Zapamiętaj imię swoje) de Sergueï Kolossov : capitaine Piotrowski
- 1975 : Polizeiruf 110 (série télévisée)
- 1976 : Beethoven – Tage aus einem Leben de Horst Seemann : Andreï Razoumovski
- 1981 : Vabank de Juliusz Machulski
- 1991 : Rozmowy kontrolowane (Conversations contrôlées) de Sylwester Chęciński : camarade secrétaire au réveillon de nouvel an
- 1992 : Fausse sortie de Waldemar Krzystek
- 1992 : Warszawa, année 5703 de Janusz Kijowski
- 1995 : Les Maîtres des sortilèges
- 1997 : Le Tsarévitch Alexis (Царевич Алексей) de Vitali Melnikov : Frédéric-Charles de Schönborn-Buchheim
- 1998 : Klan (série télévisée)
- 2004-2006 : Pierwsza miłość
- 2006 : Ranczo (série télévisée)
- 2006 : Inland Empire de David Lynch